# Estet
Estet es una localidad española perteneciente al municipio de Montanuy, en Ribagorza, provincia de Huesca, Aragón. Se encuentra en el valle del Baliera. Su lengua propia es el catalán ribagorzano.

## Monumentos
- Iglesia parroquial de San Pedro del siglo XII con abundantes modificaciones del XVIII.[1][2]
- Casa Fondevila, del siglo XVIII.[1][2]
- Ermita de la Virgen de Patrocinio.[2]

## Festividades
- 29 de junio en honor a San Pedro (fiesta mayor).[2]
- 5 de febrero en honor a Santa Águeda (fiesta menor).[2]